# Nacionalen statističeski institut
Il Nacionalen statističeski institut (in bulgaro Национален статистически институт, НСИ?; Istituto di statistica nazionale - NSI) è l'organismo del governo bulgaro preposto all'acquisizione dei dati demografici ed economici del Paese.
Istituito nel 1890 in vista del censimento generale della popolazione fissato per l'anno successivo, è stato dapprima incardinato presso il Ministero delle finanze, poi in quello del commercio e dell'agricoltura.
Ha sede a Sofia ed è parte integrante del sistema statistico europeo Eurostat.